# Valerio Cuomo
Valerio Cuomo (Napoli, 18 aprile 1998) è uno schermidore italiano, specializzato nella spada. Atleta di interesse nazionale per la Federazione Italiana Scherma, appartenente al Gruppo Sportivo Fiamme Oro.

## Biografia

### Origini e primi successi
Figlio d'arte (il padre Sandro Cuomo fu campione olimpico ad Atlanta nel 1996) e fratello maggiore di Fabrizio, anche lui spadista, all'età di 11 anni Valerio prova ad impugnare il suo primo fioretto di plastica nel Club Schermistico Partenopeo per poi passare alla spada con il maestro Carmine Carpenito (ex tecnico della Nazionale italiana di spada).
L'atleta campano raggiunge i primi traguardi nella categoria "gpg", affermandosi campione regionale alla prova di spada svoltasi a Caserta il 23 gennaio 2010
Poche settimane dopo conquista la medaglia d'argento ai Campionati italiani a squadre di categoria "giovanissimi" a Novara insieme ai suoi compagni di sala Ennio Capaldo e Gennaro Maria Vitelli.
Il primo successo individuale in campo internazionale giunge nel 2015, a Bratislava, quando vince la medaglia d'oro all'ultima tappa del circuito Europeo Cadetti (u17), aggiudicandosi in questo modo un posto nella nazionale giovanile in preparazione per i Mondiali di categoria di Tashkent.

## Carriera

### Categoria Cadetti (u17)

#### Stagione agonistica 2014-15
La prima prova Nazionale Cadetti della stagione si disputò il 1º novembre 2014, sulle pedane del Terdoppio di Novara, dove Valerio si distinse al secondo posto su 430 atleti. Battuto solo da Daniel de Mola, questo podio gli ha consentito di partecipare alla finale nazionale di categoria u17 in programma a Treviso il 15-17 maggio.
Ad affermare il suo accesso in Nazionale giovanile fu l'esperienza in terra slovacca a gennaio del nuovo anno. L'oro alla tappa del circuito europeo di Bratislava fu ripagato con la prima convocazione ai Campionati Europei di categoria in programma a Maribor, Slovenia il 24-28 febbraio.
L'esperienza europea si concluse con un 5º posto nella prova individuale, seguito da un primo posto a squadre. Valerio, insieme ai suoi compagni di squadra Federico Marenco, Davide Canzoneri e Alessio Preziosi, si laureano negli under 17 campioni di Europa 2015.
Questo risultato ha consentito al team di partire (questa volta in tre) per i Campionati del mondo di Tashkent. Quell'anno si è disputata solo la prova individuale: il 1º aprile 2015 il portacolori partenopeo si ferma ai quarti di finale.
Il 17 maggio 2015, a Treviso, l'atleta napoletano vince il titolo italiano negli under 17, in finale contro il suo compagno di squadra Federico Marenco (15-14).

### Categoria Giovani (u20)

#### Stagione agonistica 2015-16
Il 30 gennaio 2016, nel Palazzetto dello Sport di Busto Arsizio, Cuomo jr. sale sul terzo gradino del podio alla prova di circuito Europeo under 23, arrendendosi al suo compagno di sala Giacomo Corrado (classificato poi 2°).
Conquistatosi un posto per l'ultima prova di Coppa del Mondo Giovani a Udine, il 12 febbraio, il giovane atleta campano accede nuovamente alle semifinali, perdendo contro il milanese Federico Vismara. L'attesa medaglia di bronzo internazionale di categoria trascina Valerio verso l'Europeo in programma per Novi Sad (29 febbraio - 9 marzo).
Il 6 marzo 2016 Cuomo sale per la terza gara consecutiva sul podio, questa volta europeo, perdendo in semifinale dal cecoslovacco Martin Rubeš. Questo piazzamento gli consente di confermare il suo posto in squadra in vista del Mondiale. Si classifica il giorno dopo al 5º posto nella prova a squadre, in compagnia di Gabriele Risicato, Federico Vismara e Giacomo Paolini.
Ai Campionati del mondo di Bourges, il 6 aprile, il ragazzo partenopeo vince la medaglia d'argento nella prova individuale, sconfitto solo in finale dal russo Georgiy Bruev (15-13). L'oro mondiale giunge tre giorni dopo, nella gara a squadre, quando Cuomo, Vismara, Risicato e Canzoneri si laureano campioni del mondo juniores superando l'Ungheria in finale (45-42).
La stagione di Valerio Cuomo termina con la vittoria per il secondo anno consecutivo al campionato italiano di categoria, battendo in finale Federico Vismara (15-14) ad Acireale il 15 maggio.

#### Stagione agonistica 2016-17
Al primo appuntamento di stagione nella città di Riga (16 ottobre 2016), 1ª prova di Coppa del Mondo junior, il portacolori napoletano vince la medaglia d'oro nella gara individuale. Questa vittoria ha portato l'Italia al primo posto del ranking mondiale della F.I.E.
Il 18 febbraio del 2017, a Udine, Cuomo jr. ottiene un doppio successo in Coppa del Mondo giovani. È stato oro alla gara individuale, battendo gli ungheresi Koch Máté Tamás e Andrasfi Tibor, poi ancora oro il giorno seguente nella prova a squadre miste, tirando insieme a Federico Vismara, Alessio Preziosi, Federica Isola, Alessandra Bozza ed Eleonora de Marchi.
Partecipa al terzo campionato europeo in carriera, a Plovdiv. Qui, il 6 marzo, è di nuovo medaglia di bronzo individuale, questa volta perdendo il derby italiano contro Vismara (15-7) in semifinale. Nella gara a squadre squadra Valerio Cuomo, Federico Vismara, Alessio Preziosi e Cosimo Martini giungono secondi, battuti solo dalla Francia in finale.
Dieci giorni dopo l'esperienza Europea, il 18 marzo, l'atleta partenopeo è già in pedana per la 2ª prova del campionato nazionale di categoria, disputata a Frascati e valida per la qualificazione al campionato italiano di fine anno in programma a Cagliari. Cuomo centra l'obiettivo, classificandosi 2º e perdendo la finale nuovamente con Vismara.
Ad aprile arriva l'appuntamento più atteso dell'anno: per il Mondiale di categoria Valerio parte in compagnia del suo maestro Carmine Carpenito, convocato anch'egli a seguire la squadra nazionale giovanile al fianco del C.T. azzurro, il padre Sandro Cuomo. Il 7 aprile, di nuovo a Plovdiv, il giovane si riconferma vicecampione del mondo cedendo il titolo per una sola stoccata al russo Guzhiev Egor. 48 ore dopo Cuomo, Vismara, Martini e Gianpaolo Buzzacchino, nella gara a squadre, mantengono il titolo di campioni del mondo vincendo l'oro nella spada maschile per il secondo anno consecutivo.
I successi del napoletano degli ultimi anni hanno attirato l'attenzione dei corpi sportivi interessati alla scherma. A giugno Valerio viene arruolato nelle Fiamme Oro, ed esordisce già a Gorizia, per i campionati italiani assoluti (7-10 giugno); vinse la medaglia d'argento nella serie A1 per la Polizia di Stato, accompagnato in pedana e sul podio dagli olimpionici Andrea Santarelli e Marco Fichera.

#### Stagione agonistica 2017-18
La nuova stagione da ultimo anno under 20 comincia ad Erba, il 7 ottobre, dove si disputa la prima delle due prove di qualifica ai campionati italiani assoluti. Sul podio salgono in ordine di classifica Enrico Garozzo (Centro Sportivo Carabinieri), Giacomo Paolini (Isef Torino), Cuomo e Marco Fichera (Fiamme Oro).
Con la discreta posizione appena acquisita nel ranking italiano assoluto, il giovane spadista delle Fiamme Oro si fa spazio per partecipare al circuito di Coppa del Mondo. Il 27 ottobre esordisce sulle pedane di Berna, fermandosi al primo giorno; ma già nella seconda prova di Coppa, il "Trofeo Carroccio" a Legnano il 17 novembre, prosegue la sua competizione classificandosi al 12º posto e perdendo il derby con il bi-campione del mondo Paolo Pizzo.
Il 10 dicembre, Cuomo jr. si ritrova nell'Aspire Dome ad "incrociare i ferri" al Grand Prix di Doha, una delle 3 tappe di circuito di Coppa del Mondo con punteggio maggiorato. La doppia giornata di gara negli Emirati Arabi si conclude con un 15º posto nella gara individuale, dopo la sconfitta per una sola stoccata contro lo spadista svizzero Max Heinzer (15-14).
Una settimana dopo, presso l'Heraklion Arena, a Creta, Valerio vince la prova di coppa del Mondo di categoria under 20 insieme ai compagni di squadra Davide Di Veroli, Gianpaolo Buzzacchino e Giacomo Paolini,. Ancora a Šabac, Serbia, il 4 febbraio 2018, lo stesso team riconferma la 1ª posizione in classifica mondiale con l'oro a squadre vinto contro l'Ungheria in finale. Il tris d'oro per l'Italia è coronato due settimane dopo a Basilea.
Arriva il momento dell'Europeo di categoria giovani, evento organizzato in Russia, a Soči (4-11 marzo 2018). La prova individuale per il giovane napoletano termina ai piedi del podio, al 5º posto, mentre nella gara a squadre è ancora medaglia, questa volta d'argento, con Paolini, Buzzacchino e Di Veroli.
Il 18 marzo Cuomo si laurea campione italiano under 23 a Colle di Val d'Elsa, portando a termine una gara che si è conclusa in finale con lo spadista torinese Amedeo Zancanella (15-10). Questo inaspettato risultato concede al neo-campione italiano l'accesso in squadra under 23 in vista degli Europei di categoria maggiore.
Il 30 marzo la nazionale italiana giovanile è ospitata a Verona per i Campionati del mondo 2018. Il 1º aprile si disputa la gara individuale e Valerio si ferma agli ottavi di finale perdendo dal russo Ivan Limarev (15-14) e classificandosi 10º. Due giorni dopo conquista la medaglia di bronzo nella prova a squadre con Paolini, Buzzacchino e Di Veroli, sconfitti in seminale dalla Francia e poi vincitori nella sfida per il terzo posto contro Israele.
Dal 14 al 20 aprile si disputano campionati europei under 23 a Erevan. La squadra formata da Cuomo, Vismara, Martini e Zancanella termina al quarto posto battuta dalla Francia.
Il 5 maggio seguente ad Ancona c'è il campionato italiano giovani a squadre miste. Gaia Traditi, Lucrezia Marandola, Gianpaolo Buzzacchino e Valerio Cuomo portano le Fiamme Oro alla vittoria.
Conclusa la stagione internazionale juniores, la concentrazione torna sul campo dei seniores: l'11 maggio Valerio è impegnato sulle pedane di Parigi, per il trofeo "Monàl de Paris", dove si ferma al primo dei classici due giorni di gara. Il 22 dello stesso mese parte con la Nazionale maggiore per la Colombia, in occasione della terza prova "Grand Prix" di Coppa del Mondo a Cali. Cuomo raggiunge la 27ª posizione perdendo per l'accesso agli ottavi di finale, di una sola stoccata alla priorità, contro lo statunitense James Kaull (25 maggio).
Ultima tappa italiana della stagione: Campionati italiani assoluti a Milano. La prova individuale si svolge il 9 giugno, e per le Fiamme Oro salgono sul podio Marco Fichera (1º classificato) e Valerio Cuomo (3º classificato): i due si erano scontrati in semifinale. Si confermano entrambi sul podio il 12 giugno, nella prova a squadre, vincendo la medaglia di bronzo insieme ai colleghi d'arma Andrea Santarelli e Roberto Ranieri.

### Categoria under 23

#### Stagione agonistica 2018-19
- La prima gara dell'anno si svolge ad Oslo il 29 settembre 2018. È un torneo satellite (simile ma con punteggio inferiore rispetto alle Coppe del Mondo), il ventenne azzurro perde l'assalto per salire sul podio, dal noto ex campione Olimpico Venezuelano Ruben Gascon Limardo, finendo 5º.[47]
- Il 4 novembre si è disputata la 1ª prova di qualifica Nazionale Assoluti, in sede Bastia Umbra. Valerio si classifica al 5º posto, qualificandosi direttamente per la finale Assoluti prevista a Palermo in fine stagione. L'assalto per il podio l'ha perso contro Santarelli (15-14), che porta le Fiamme Oro al primo posto.[48]
- In Svizzera si dà il via al circuito di Coppa del Mondo assoluti, nella città di Berna, dove il 23 novembre l'atleta campano conquista l'accesso al tabellone principale automaticamente con 6 vittorie al girone. Il giorno seguente la gara del napoletano si ferma in 19ª posizione dopo il derby italiano contro Marco Fichera, per una stoccata alla priorità (13-12).[49]
- Il 2019 comincia ad Heidenheim, dove si tienela seconda Coppa del Mondo seniores di stagione. Cuomo jr. si ferma al primo giorno di gara individuale, ma il 12 gennaio, al suo primo esordio con il "team olimpico" composto da Marco Fichera, Andrea Santarelli e Gabriele Cimini, conquista la medaglia di bronzo[50] contro la Polonia.[51]
- Il circuito internazionale assoluti prosegue con una non brillante prestazione verso fine gennaio alla prova G.P. di Doha, e con un 61º posto in inizio febbraio a Vancouver. Quanto al Grand Prix di Budapest (8-10 Marzo), il giovane napoletano sfiora l'accesso ai sedicesimi per una sola stoccata ricevuta per cartellino rosso, contro lo spadista ucraino Bohdan Nikišyn (15-14).
- In successione la convocazione per Buenos Aires (22-23 marzo), e poi per il G.P. Fie di Cali (3-5 Maggio), dove Valerio accede al tabellone principale direttamente dai gironi[52], e si classifica in 23ª posizione perdendo il match per gli ottavi contro il Campione Olimpico Coreano Park Sangyoung.
- Il 17 Maggio, Cuomo è di nuovo sulle pedane di Parigi, dove dopo essersi conquistato l'accesso al "main draw"[53], si ferma per la 2ª occasione consecutiva, all'olimpionico Park S.
- 10 giorni dopo è il momento dei Campionati Europei under 23, evento tenuto a Plovdiv. Dopo un'onesta prestazione individuale, terminata al 6º posto contro il compagno di squadra Davide di Veroli, il 2 giugno Cuomo jr. conquista il bronzo Europeo[54] con la squadra italiana: Vismara, Paolini, Di Veroli.
- Come da programma, la finale Italiana Assoluti si è svolta a Palermo (7-8 giugno); l'atleta delle Fiamme Oro termina la prova individuale contro l'ex Campione Olimpico Matteo Tagliariol, per i quarti di finale. Vince invece il Campionato Italiano di categoria maggiore il giorno dopo[55], con la squadra della Polizia, condividendo l'ambito titolo con Buzzacchino, Di Veroli ed il noto olimpionico Andrea Santarelli. (Finale combattuta con l'Aeronautica Militare, terminata 44-43).[56]
- La stagione termina con l'evento tanto atteso delle Universiadi di Napoli 2019 (3-14 luglio). Valerio Cuomo arriva ad un passo dalla medaglia individuale, perdendo la diretta (15-13) contro il polacco Kolanczyk Wojciech. Conquista però il bronzo[57] a squadre[58] contro la stessa Polonia, insieme a Federico Vismara e Lorenzo Buzzi.[59]

#### Stagione agonistica 2019-20
- Alla prima prova Nazionale open di categoria Assoluti, appuntamento confermato a Bastia Umbra, il 18 ottobre Cuomo si classifica in 6ª posizione[60], qualificandosi direttamente per il Campionato Italiano Seniores che si terrà a Napoli dal 5 al 7 giugno 2020[61].
- Il 30 novembre 2019 si disputa a Forlì il Campionato Italiano di categoria under 23; Valerio si classifica 5º fermandosi per una stoccata alla priorità ai piedi del podio.
- Dopo due amari insuccessi nelle rispettive prove di qualifica Olimpica, Berna ed Heidenheim, l'atleta delle Fiamme Oro conquista l'oro in coppa Europa con la squadra della Polizia: Cuomo, Santarelli, Di Veroli e Fichera. Il titolo è stato riottenuto da una squadra Italiana dopo 26 anni dall'ultima vittoria, proprio delle Fiamme Oro. Evento segnato il 12 gennaio 2020, ad Heidenheim proprio contro gli avversari di casa tedeschi.
- Nel febbraio 2022 conquista il suo primo podio assoluto a Soči, dove batte in finale il campione olimpico in carica, il francese Romain Cannone, aggiudicandosi la medaglia d'oro. È la sua prima vittoria tra i grandi nonché l'unica vittoria per la spada italiana in stagione in Coppa del Mondo. Nel frattempo, si issa al primo posto nel ranking italiano di specialità. Nonostante il salto di qualità, Cuomo non viene convocato per l'ultima parte di stagione, quella in cui sono in palio i titoli europei e mondiali.
- La stagione 2022-2023 è la sua migliore in campo assoluto. Nel marzo 2023 ottiene un terzo posto nel Grand Prix di Budapest, sconfitto solo all'ultima stoccata in semifinale dal connazionale Gabriele Cimini (poi trionfatore a fine giornata). Entra tra i primi sedici al mondo. A squadre viene convocato per supplire alle assenze degli infortunati Andrea Santarelli e Federico Vismara. Il 9 giugno 2023 si laurea per la prima volta campione italiano nella spada individuale dopo aver sconfitto per 9-6 il diciottenne Matteo Galassi. Sale sul gradino più alto del podio in questa competizione ben 26 anni dopo l'ultima vittoria del padre Sandro. Il giorno successivo si riconferma nella gara a squadre, dove, in rappresentanza delle Fiamme Oro, assieme a Di Veroli, Santarelli e Marco Fichera, batte in finale gli spadisti dell'Accademia Scherma Marchesa. Al terzo posto si classifica suo fratello Fabrizio con i colori dell'Esercito. Il suo costante rendimento in Coppa del Mondo, dove raggiunge tre finali ad otto, e il trionfo negli Assoluti di La Spezia gli consentono di essere convocato per Europei e Mondiali, benché solamente nelle prove individuali. Agli Europei individuali di Plovdiv viene sconfitto agli ottavi di finale dal compagno di Nazionale Federico Vismara, poi argento dietro all'altro italiano Davide Di Veroli. Ai Mondiali di Milano 2023 compie un exploit clamoroso che lo porta ai quarti di finale a giocarsi una medaglia contro il kazako Kurbanov, da cui viene tuttavia sconfitto. Incamera, comunque, punti preziosi per il ranking internazionale e termina la competizione come secondo migliore italiano, dietro solo al neo vice-campione Davide Di Veroli. Al termine della sua prova si dice dispiaciuto per aver mancato una medaglia alla sua portata. Valerio chiude la stagione 2022-2023 al sesto posto nel ranking mondiale, secondo tra gli italiani dietro solamente il già citato Di Veroli (che trionfa in graduatoria).
- Si allena a Roma, nella palestra messa a disposizione dal suo gruppo sportivo,  sotto la guida del maestro Daniele Pantoni, assieme ad alcuni altri compagni di nazionale, tra cui le spadiste Rossella Fiamingo e la vice-campionessa mondiale Alberta Santuccio.

## Palmarès

### Risultati élite
In carriera ha ottenuto i seguenti risultati:
Universiadi
Individuale
- 8º nella spada a Napoli 2019
- 22º nella spada a Taipei 2017

A squadre
- Bronzo nella spada a Napoli 2019

Giochi del Mediterraneo
Individuale
- Argento nella spada a Orano 2022
- 14º nella spada a Terragona 2018

Coppa del mondo
Classifica individuale
Classifica a squadre
- 2022-2023 -  nella classifica generale della spada

Prove individuali
- 2021/2022 -  (Soči)
- 2022/2023 -  (Budapest)

Prove a squadre
- 2018/2019 -  (Heidenheim)
- 2022/2023 -  (Vancouver, Heidenheim)

Campionati italiani
Individuale
- Oro nella spada a La Spezia 2023
- Bronzo nella spada a Milano 2018
- 6º nella spada a Courmayeur 2022
- 13º nella spada a Palermo 2019
- 17º nella spada a Gorizia 2017

A squadre
- Oro nella spada a Palermo 2019
- Oro nella spada a Cassino 2021
- Oro nella spada a Courmayeur 2022
- Oro nella spada a La Spezia 2023
- Oro nella spada a Cagliari 2024
- Oro nella spada a Piacenza 2025
- Argento nella spada a Gorizia 2017
- Bronzo nella spada a Milano 2018

### Risultati giovani
Mondiali giovani
Individuale
- Argento nella spada a Bourges 2016
- Argento nella spada a Plovdiv 2017
- 10º classificato nella spada a Verona 2018

A squadre
- Oro nella spada a Bourges 2016
- Oro nella spada a Plovdiv 2017
- Bronzo nella spada a Verona 2018

Mondiali cadetti
Individuale
- 5º nella spada under 17 a Tashkent 2015[62]

A squadre
Europei giovanili
Individuale
- Bronzo nella spada under 20 a Novi Sad 2016
- Bronzo nella spada under 20 a Plovdiv 2017
- 5º nella spada under 17 a Maribor 2015
- 5º nella spada under 20 a Soči 2018
- 6º nella spada under 23 a Plovdiv 2019

A squadre
- Oro nella spada under 17 a Maribor 2015
- Argento nella spada under 20 a Plovdiv 2017
- Argento nella spada under 20 a Soči 2018
- Bronzo nella spada under 23 a Plovdiv 2019
- 4º nella spada under 23 a Yerevan 2018
- 5º nella spada under 20 a Novi Sad 2016

Coppa del mondo giovani
Classifica individuale
- 2016/2017 -  nella classifica generale della spada
- 2015/2016 - 5º nella classifica generale della spada
- 2017/2018 - 19º nella classifica generale della spada

Classifica a squadre
- 2015/2016 -  nella classifica generale della spada
- 2016/2017 -  nella classifica generale della spada
- 2017/2018 -  nella classifica generale della spada

Prove individuali
- 2015/2016 -  (Riga);  (Udine)
- 2016/2017 -  (Udine); 18º (Helsinki)
- 2017/2018 - 54º (Sabac)

Prove a squadre
- 2015/2016 - 5° (Riga)
- 2016/2017 -  (Helsinki, Udine, Heraklion)
- 2017/2018 -  (Sabac, Basilea)

Coppa Europa giovani
Prove individuali
- 2019/2020 -  (Heidenheim)
- 2021/2022 -  (Heidenheim)

Prove a squadre
Campionati italiani giovani
Individuale
- Oro nella spada under 17 a Treviso 2015
- Oro nella spada under 20 ad Acireale 2016
- Oro nella spada under 23 a Colle Val d'Elsa 2018
- 5º nella spada under 20 a Cagliari 2017

A squadre
- Oro nella spada a squadre miste under 20 ad Ancona 2018
- Argento nella spada gpg a Novara 2010